# Cine catástrofe

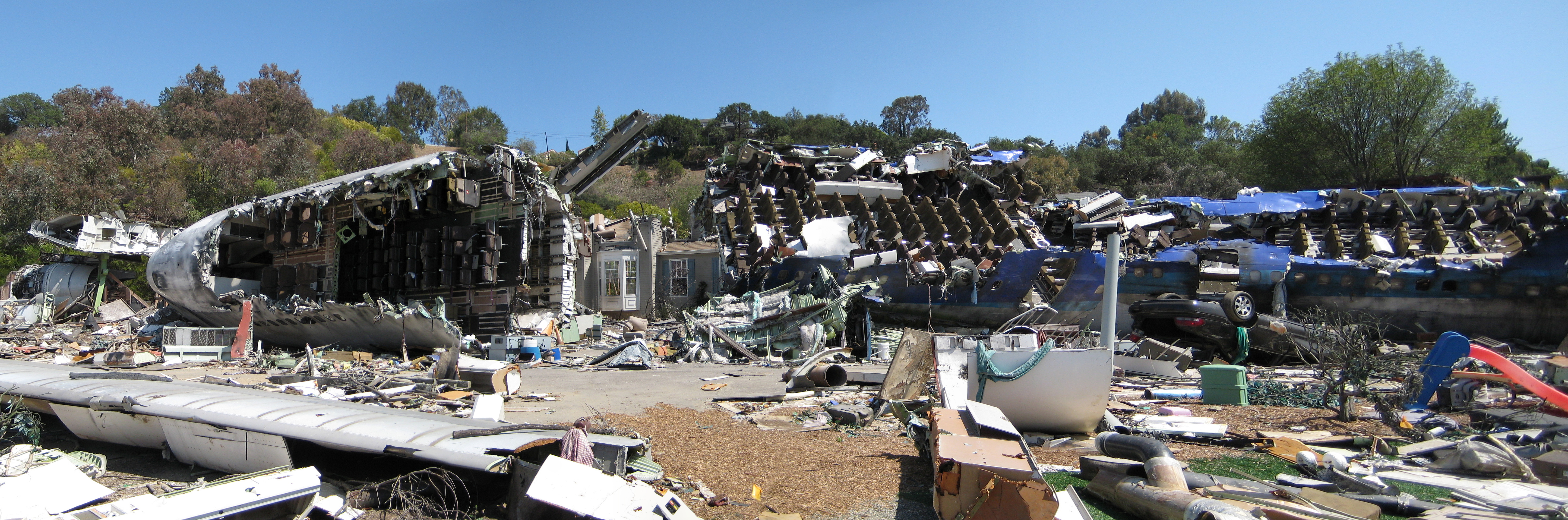
Foto panorámica del set de filmación de la película La guerra de los mundos (2005), de Universal Studios.

El cine catástrofe o cine de catástrofes es un género cinematográfico compuesto por películas que tienen como tema principal una catástrofe en curso o inminente para la humanidad. 
Por lo general, traen consigo un amplio reparto de actores y múltiples líneas argumentales, y se centran en los intentos de los personajes de evitar, escapar o resistir las consecuencias de la catástrofe. Un personaje principal, varios menores y muchos extras suelen morir antes de la resolución de la historia.
Dentro del género se encuentran las catástrofes naturales (reales o ficticias), tales como grandes incendios, terremotos, tornados, inundaciones, volcanes o una hipotética colisión de un asteroide contra la Tierra. En otro caso se trata de invasiones de plagas, depredadores, mutantes o alienígenas. Un tercer tipo son los siniestros de avión o barcos.
El gran auge de las películas de catástrofe tuvo lugar durante la década de 1970 y comenzó con Aeropuerto (1970), de George Seaton, basada en el best seller de Arthur Hailey. En esta película aparecen todos los tópicos que tendrán las películas de catástrofe; muchas estrellas y caras conocidas haciendo pequeños papeles, con el fin de que el espectador pueda recordar quién es quién y quién muere en cada ocasión.
El cine de catástrofes es uno de los que más gusta a los espectadores, con frecuentes películas y series de gran presupuesto y taquilla. Uno de los ejemplos de mayor éxito comercial y crítico de una película de trama catastrófica es Titanic (1997), que, con una recaudación mundial de 1 800 millones de dólares, es el tercer largometraje más taquillero de la historia del cine.

## Meteoros
- Cuando los mundos chocan (1951): El tiempo corre en contra de la humanidad cuando una gigantesca estrella se dirige hacia la Tierra. La única esperanza es un proyecto financiado por un grupo de empresarios que, a modo de Arca de Noé, ponga a unos cuantos privilegiados a salvo en el Espacio. Dirigida por Rudolph Maté, esta película recibió el Oscar a los mejores efectos especiales en 1951.

- Meteoro (1979): En plena Guerra Fría, un meteoro gigante va a caer sobre la Tierra, lo que hará que las dos superpotencias tengan que unir sus esfuerzos para evitarlo. Protagonizada por Sean Connery y Natalie Wood; trabajaban además Henry Fonda, Karl Malden y Brian Keith entre otros.

- Deep Impact (1998): Un astrónomo aficionado descubre un cometa cuya trayectoria le hará impactar con la Tierra. Una expedición espacial internacional intentará destruirlo mientras el mundo se prepara por si fracasa. Dirigida por Mimi Leder. Con Morgan Freeman, Téa Leoni y Elijah Wood.

- Armageddon (1998): Un asteroide se dirige hacia la Tierra. Dos naves espaciales hermanas y equipadas con una bomba nuclear deben aterrizar sobre el asteroide y partirlo en dos para que no impacte. Con Bruce Willis y Liv Tyler.

- Greenland (2020): La película sigue a una familia que debe luchar por sobrevivir mientras un cometa destructor de planetas corre hacia la Tierra. Con Gerard Butler, Morena Baccarin, Roger Dale Floyd, Scott Glenn, David Denman y Hope Davis.

- Don't Look Up (2021): Película en la que se descubre la inminente caída de un meteorito sobre la Tierra y las reacciones de los distintos grupos para evitar el desastre. Con Leonardo DiCaprio y Jennifer Lawrence.

## Terremotos, derrumbes y otros desastres naturales
- San Francisco (1936): Protagonizada por Clark Gable, Jeanette MacDonald y Spencer Tracy, esta película trata sobre el legendario terremoto de San Francisco de 1906.

- Terremoto (1974): Charlton Heston, Ava Gardner y Geneviève Bujold forman un triángulo amoroso mientras la ciudad de Los Ángeles se derrumba bajo sus pies.

- Avalancha (1978): Dirigida por Corey Allen y protagonizada por Rock Hudson y Mia Farrow, narra la odisea de unos turistas en una pista de esquí por sobrevivir.

- Twister (1996): Un grupo de investigadores busca la explicación del fenómeno de los tornados. La película fue protagonizada por Helen Hunt y Bill Paxton.
- Hard Rain (1998): Una pequeña ciudad de Indiana es evacuada como consecuencia de una tormenta que provoca una inundación sin precedentes. Un grupo de criminales intentará hacerse con un botín de dinero aprovechando las circunstancias. Con Morgan Freeman, Christian Slater, Randy Quaid y Minnie Driver.
- Aftershock: Earthquake in New York (1999): Miniserie que se centra en los efectos que un terremoto en la ciudad de New York tiene en cinco familias.
- Deep Core (2000): Unas perforaciones accidentalmente penetran en una corriente de magma, lo cual da lugar a una serie de desastres naturales a lo largo del planeta. Con Craig Sheffer y Terry Farrell.

- El núcleo (2003): En el centro de la Tierra el núcleo que dota de vida al planeta se colapsa amenazando la vida tal y como se conoce sobre la superficie. Un grupo de científicos trata de reactivarlo mediante una explosión atómica a profundidades imposibles. Con Aaron Eckart, Hillary Swank, Stanley Tucci y DJ Qualls.

- The Day After Tomorrow (2004): Los cambios climáticos se aceleran provocando una nueva era glaciar. Fue protagonizada por Dennis Quaid, Sela Ward, Jake Gyllenhaal, Emmy Rossum y Ian Holm.
- 10.5 (2004): Una serie de terremotos se dan en la costa oeste de los Estados Unidos, culminando en un temblor masivo que mide 10.5 en la escala de Ritcher. Con Kim Delaney, Beau Bridges y Kaley Cuoco.

- Categoría 6: Día de la destrucción (2004): Tres tormentas se acercan a la ciudad de Chicago, amenazando combinarse para formar un huracán masivo. Con Nancy McKeon, Thomas Gibson, Randy Quaid y Brian Dennehy.

- Categoría 7: El fin del mundo (2005): Luego de la tormenta que cayó sobre Chicago, numerosos frentes ventosos comienzan a darse en el mundo, incluyendo la posibilidad de otro huracán gigantesco, esta vez sobre Washington D. C.. Con Randy Quaid, Gina Gershon, Shannen Doherty, Tom Skerrit, James Brolin, Robert Wagner y Lindy Booth.

- Tsunami, el día después (2006): Miniserie de HBO para la televisión inspirada en los acontecimientos del terremoto del océano Índico de 2004.
- 10.5: Apocalypse (2006): Secuela de la miniserie de 2004, 10.5. Como consecuencia del devastador temblor del film anterior, comienzan a sucederse otros fenómenos sísmicos, dando lugar a desastres como terremotos, tsunamis, erupciones volcánicas y agujeros en la tierra.

- Flood (2007): Una devastadora inundación ataca Londres, cuando la Barrera del Támesis es abrumada por un enorme tsunami. Un jefe de Ingeniería es llamado a un chequeo de la barrera, y allí se encuentra con su exesposa, directora de operaciones de la barrera. Una tormenta azotó a Escocia que se dirigía a Holanda pero se desvió a Inglaterra; y la barrera no soportará tal tsunami. Con Robert Carlyle y Jessalyn Gilsig.

- Tidal Wave (2009): Un megatsunami pone en alerta roja en la ciudad de Haeundae. Entonces una alumna adulta, su hija, su marido, su profesor y su otra hija con su novio deberán hacer lo imposible.
- Knowing (2009): Un profesor descubre una cápsula del tiempo enterrada, donde predice que ese fin de semana es el fin del mundo, y él y su hijo están implicados en esta destrucción. Tendrá que luchar para intentar cambiar un desolador futuro que parece escrito de antemano. Con Nicolas Cage y Rose Byrne,

- 2012 (2009): El fin del mundo predicho por los mayas ha llegado. Enormes terremotos sacuden el planeta, megatsunamis inundan el mundo, se activan y explotan los supervolcanes, todo por el movimiento de las placas tectónicas, un grupo de personas es escogido para sobrevivir y repoblar la tierra. Dirigida por Roland Emmerich. Con John Cusak, Amanda Peet, Chiwetel Ejiofor, Thandiwe Newton, Oliver Platt, Danny Glover y Woody Harrelson.

- 03:34 (2011): Película basada en los hechos reales acaecidos en el tsunami y terremoto de Chile de 2010.

- Lo imposible (2012): Película inspirada en el terremoto del océano Índico de 2004. Dirigida por Juan Antonio Bayona. Protagonizada por Naomi Watts y Ewan McGregor.

- Noé (2014): Película inspirada en la historia del profeta Noé del Génesis de La Biblia. Protagonizada por Russell Crowe.

- Into the Storm (2014): Un grupo de estudiantes están en un coche juntos cuando una tormenta se avecina. Cuando la tormenta empeora, los jóvenes ven más adelante un tornado que se aproxima. Con Richard Armitage y Sarah Wayne Collies.

- San Andreas (2015): Un terremoto de 9 grados Richter azota Los Ángeles y San Francisco, con el movimiento de la falla de San Andrés. Con Dwayne Johnson, Carla Gugino, Alexandra Daddario, Paul Giamatti y Kyle Minogue.
- Bølgen (2015): En su último día de trabajo antes de mudarse a otra ciudad, un geólogo en un pueblo de Noruega descubre unas anomalías que pueden predecir que una gran ola se abatirá sobre la población.
- Geostorm (2017): Un grupo de satélites, diseñados para evitar desastres naturales, comienzan a fallar. Un científico, diseñador de dicho sistema, es enviado a la estación espacial que controla el sistema con el objetivo de averiguar qué está ocurriendo. Con Gerard Butler, Jim Sturgess, Abbie Cornish, Ed Harris y Andy García.

## Incendios
- Los luchadores del infierno (1969): Película dirigida por Andrew V. McLaglen, que narra la historia de unos bomberos especializados en apagar incendios de pozos petrolíferos. John Wayne, Katharine Ross, Vera Miles, Jim Hutton y Bruce Cabot, encabezaban el reparto de esta película
- Infierno en la torre (1974): El gran edificio de Cristal en San Francisco arde en llamas mientras que en el ático está desarrollándose la fiesta de inauguración. Mientras que el fuego sube los 136 pisos del edificio, el arquitecto (Paul Newman) y el jefe del departamento de bomberos (Steve McQueen) tratan de salvar a los invitados, entre ellos la novia de Newman (Faye Dunaway), el edificador (William Holden) y cientos de personas más.
- City on Fire (1979): Al ser despedido, un ex empleado de una refinería ubicada en medio de una ciudad, provoca un sabotage, el cual da lugar a un incendio que comienza a esparcirse sin control. Con Barry Newman, Susan Clark y Leslie Nielsen.
- Backdraft (1991): Película dirigida por Ron Howard y con un gran reparto que incluía a Robert De Niro, Kurt Russell, Rebecca De Mornay, Donald Sutherland, Scott Glenn, Jennifer Jason Leigh y William Baldwin. Contaba la historia de un cuerpo bomberos en su quehacer diario y la investigación de una serie de incendios provocados.

- Daylight (1996): Dirigida por Rob Cohen, y protagonizada por Sylvester Stallone, Amy Brenneman y Viggo Mortensen. Un camión portador de sustancias peligrosas explota en el túnel Holland que une la isla de Manhattan con el continente. Las autoridades creen que hay supervivientes atrapados en el túnel pero no saben cómo sacarlos de allí. La ruptura del túnel provoca su progresiva inundación con las aguas del río Hudson, con lo que el tiempo para intentar salvarlos es limitado. Kit Matura, el anterior director del Servicio de Emergencia Médica, es el único que conoce los detalles de construcción del túnel lo bastante a fondo como para intentar el rescate.

- Brigada 49 (2004): Película dirigida por Jay Russel, e interpretada por Joaquin Phoenix y John Travolta entre otros.

- White House Down (2013): creada por James Banderbilt y dirigida por Roland Emmerich, un grupo de paramilitares invade la Casa Blanca, con el objetivo de capturar al Presidente de los Estados Unidos, interpretado por Jamie Foxx, y que un oficial del Capitolio arriesgue su vida, con el objetivo de encontrar a su hija. Interpretados por Channing Tatum y Joey King.
- Rascacielos: Rescate en las alturas (2018): película dirigida por Rawson M. Thurber, que narra la historia de William "Will" Sawyer, un consultor de seguridad de rascacielos que es acusado de incendiar el edificio en dónde se encuentra su familia, protagonizada por Dwayne Johnson.

## Volcanes
- El diablo a las cuatro (The Devil at 4 o' clock) (1961): Dirigida por Mervyn LeRoy con Frank Sinatra y Spencer Tracy.

- Krakatoa: al este de Java (Krakatoa, East of Java) (1969): Dirigida por Bernard L. Kowalsky con Maximilian Schell, Diane Baker, Brian Keith

- El día del fin del mundo (When Time Ran Out) (1980): Un volcán en Polinesia hace erupción mientras que el grupo de turistas que está en el gran hotel trata de escapar de la lluvia de meteoros del volcán, terremotos, fuego y un gran río de lava. Con las actuaciones de Paul Newman, William Holden y Ernest Borgnine.

- Un pueblo llamado Dante's Peak (Dante's Peak) (1997): El pico de Dante, un gran volcán en el occidente de EE. UU., está haciendo erupción y solo un grupo de vulcanólogos y la alcaldesa pueden advertir a la gente del desastre. Cuando el vulcanólogo Harry Dalton (Pierce Brosnan) y la alcaldesa Rachel Wando (Linda Hamilton) buscan a sus hijos al pie de la montaña, el gran coloso hace erupción con toda su furia.

- Volcano (1997): Tommy Lee Jones es el jefe del servicio de emergencias y tiene que detener el gran río de lava que nace desde los pozos de brea en Los Ángeles.

- Pompeya (Pompeii) (2014): Está ambientada en la época del Imperio romano y su argumento se centra en los esfuerzos de un esclavo por salvar a su pareja y a su mejor amigo tras la erupción del volcán Vesubio. Producida y dirigida por Paul W. S. Anderson; los protagonistas son Kit Harington, Emily Browning, Carrie-Anne Moss, Adewale Akinnuoye-Agbaje, Jessica Lucas, Jared Harris y Kiefer Sutherland.

## Extraterrestres, animales y seres monstruosos
- The Day the Earth Stood Still (1951): Los extraterrestres amenazan con destruir a la humanidad si no desisten de sus actitudes bélicas autodestructivas. Dirigida por Robert Wise está considerada como una obra de culto del cine de ciencia ficción.

- La guerra de los mundos (1953): Primera representación en la pantalla del clásico del escritor británico Herbert George Wells.

- Godzilla (1954): El ya clásico monstruo originado en el cine japonés, creado por Hinoshiro Honda y del que existe toda una saga de películas de ciencia ficción incluido la adaptación estadounidense de 1998.

- Cuando ruge la marabunta (1954): Protagonizada por unos pletóricos Charlton Heston y Eleanor Parker cuenta las peripecias de una gran plantación en mitad de la selva amenazada por el peligro de una feroz avalancha de hormigas asesinas.

- Alien: el octavo pasajero (1979): Película protagonizada por Tom Skerritt y Sigourney Weaver que narra los sucesos que estos viven luego de que un alienígena aparece en una nave espacial y comienza a asesinar a todos los pasajeros.

- Independence Day (1996): Un grupo de extraterrestres invaden la Tierra destruyendo todo a su paso. Con Will Smith, Bill Pullman, Jeff Goldblum, Margaret Colin, Randy Quaid, Vivica Fox, Mary McDonnell, Mae Whitman, Lisa Jakub, Brent Spinner y Adam Baldwin.

- Mars Attacks! (1996): Marcianos invaden el Planeta Tierra destruyéndola e ignorando cualquier acuerdo con la humanidad. Protagonizada por Jack Nicholson, Glenn Close, Annette Benning, Pierce Brosnan, Danny DeVito, Martin Short, Sarah Jessica Parker, Michael J. Fox, Tom Jones, Natalie Portman, Lisa Marie, Pam Grier y Lukas Haas.

- Godzilla (1998): Adaptación de la película original de 1954, dirigido por Roland Emmerich, especialista en cine catastrófico, y protagonizado por Matthew Broderick y Jean Reno.

- Señales (2002): Escrita, producida y dirigida por M. Night Shyamalan, protagonizada por Mel Gibson y Joaquin Phoenix. Un exsacerdote episcopal y su familia descubren que los círculos de cosecha descubiertos en todo el mundo y un fenómeno de luces en el cielo son el resultado de extraterrestres, a los cuales deben prepararse para sobrevivir a la inminente invasión .

- La guerra de los mundos (2005): Adaptación del original dirigido por Steven Spielberg y protagonizado por Tom Cruise y Dakota Fanning. Una familia intenta sobrevivir a una invasión alienígena a gran escala.

- La niebla (2007): Una espesa niebla se cierne sobre un pueblo, dentro de la cual se esconden amenazadoras criaturas. Un grupo de sobrevivientes se refugia en un supermercado local. Con Thomas Jane, Laurie Holden, Marcia Gay Harden, Alexa Davalos y Melissa McBride.

- The Day the Earth Stood Still (2008): Protagonizada por Keanu Reeves, mantiene un argumento similar a la cinta original de 1951.

- Cloverfield (2008): Un grupo de invitados a una fiesta tienen que huir por las calles de Manhattan para salvar sus vidas de un monstruo que asola la ciudad. Dirigido por J.J. Abrams. Con Michael Stahl-Davis, Mike Vogel, Odette Yusman, T. J. Miller, Jessica Lucas y Lizzy Caplan.

- Super 8 (2011): En el verano de 1979, en Ohio, seis preadolescentes presencian un terrible desastre ferroviario, y su pueblo se ve invadido por una misteriosa criatura de otro mundo, que solo quiere ir a su planeta. Escrita y dirigida por J.J. Abrams.

- Pacific Rim (2013): Coescrita y dirigida por Guillermo del Toro, que muestra la historia que durante doce años, (2013 - 2025), criaturas de otra dimensión denominadas kaijus (del japonés: monstruo gigante) emergieron por una grieta en el Océano Pacífico y fueron destruyendo diversas ciudades que se encuentran cerca del pacífico. Y para que la humanidad pudiera defenderse de ellos, tuvieron que construir robots gigantes denominados jeagers (del alemán: cazador) para combatirlos. Con Charlie Hunnan, Idris Elba, Diego Klatenhoff y Ron Perlman.

- Kong: La isla calavera (2017): Es la versión del MonsterVerse sobre el mítico simio gigante, King Kong, dirigida por Jordan Vogt-Roberts, nos sitúa en 1973 y cuenta la historia de un grupo de militares estadounidenses emprendiendo un viaje hacia una isla desconocida.

- Godzilla (2014): Dirigida por Gareth Edwards, reinicia la historia sobre Godzilla, el mítico monstruo japonés ahora con gran presupuesto y producción hollywoodense, estelarizada por Aaron Taylor-Johnson, Elizabeth Olsen, Bryan Cranston, Sally Hawkins y Juliette Binoche.

- Godzilla: King of the Monsters (2019): Continúa dónde se quedó la cinta de 2014 y cuenta la historia de una conspiración mundial, de la mano de la Dr. Emma Russell y un grupo de mercenarios británicos, para acabar con la humanidad utilizando a los Titanes (monstruos gigantes dormidos en todo el globo) para purgar la tierra y comenzar de nuevo. Dirigida por Michael Dougherty, en el reparto estelarizan Millie Bobby Brown, Ken Watanabe, Vera Farmiga y Kyle Chandler.

- Godzilla vs. Kong (2021): Es el epílogo de la saga del MonsterVerse, y nos muestra por fin la épica batalla entre las dos bestias más famosas del mundo: Godzilla y King Kong. Adam Wingard dirige la cinta, uniéndose al elenco Alexander Skarsgard, Rebecca Hall, Eiza González, Julian Dennison, Brian Tyree Henry, Demián Bichir y Shun Oguri.

## Plagas, mutaciones y apocalipsis zombi
- El puente de Casandra (1976): Película en que un terrorista infectado con un virus se refugia en un tren y es posible que haya contagiado al resto de pasajeros. Con Sophia Loren, Richard Harris, Burt Lancaster, Martin Sheen y Ava Gardner.
- The Stand (1994): Miniserie basada en la novela homónima de Stephen King. Un virus con un 99% de mortalidad se expande, mientras los sobrevivientes comienzan a agruparse en dos grupos antagónicos. Cobn Gary Sinise, Molly Ringwald, Jamey Sheridan, Laura San Giacomo, Ruby Dee, Miguel Ferrer, Corin Nemec, Matt Frewer, Rob Lowe y Shawnee Smith.
- Outbreak (1995): Un virus hemorrágico extremadamente contagioso y similar al ébola, extiende el pánico en un pequeño pueblo del centro oeste norteamericano y amenaza con extenderse al resto del país si un grupo de científicos del ejército no es capaz de detener la epidemia. Protagonizada por Dustin Hoffman, Rene Russo y Morgan Freeman.
- The Happening (2008): El noroeste de Estados Unidos se ve afectado por una toxina que arrojan los árboles y plantas, que provoca una ola masiva de suicidios. Del director M. Night Shyamalan, con el protagonismo de Mark Wahlberg y Zooey Deschanel.
- Contagion (2011): Un virus altamente peligroso se esparce a través del mundo. Un grupo de científicos trabaja a contrarreloj para encontrar una vacuna mientras el caos comienza a desatarse. Con Matt Demon, Marion Cotillard, Laurence Fishburne, Jude Law, Gwyneth Paltrow y Kate Winslet.
- The Stand (2020): Nueva miniserie basada en la novela homónima de Stephen King. Un virus con un 99% de mortalidad se expande, mientras los sobrevivientes comienzan a agruparse en dos grupos antagónicos. Con James Mardsen, Odessa Young, Whoopie Goldberg, Jovan Adepo, Henry Zaga y Amber Head.

### Zombis
El cine de zombis representa todo un subgénero dentro de la ciencia ficción con multitud de títulos de los que podemos destacar algunos sobre futuros apocalípticos como:
- 28 días después (2002): Dirigida por Danny Boyle, trata el clásico argumento de una epidemia zómbica, donde la isla de Gran Bretaña es arrasada por un virus altamente contagioso que causa una enfermedad de rabia a los humanos. Con Cillian Murphy, Naomie Harris y Christopher Eccleston.
- Resident Evil: (1-6): Saga sobre un virus (el virus T) que asola el mundo. Protagonizada por Milla Jovovich

- Soy leyenda (2007): Un hombre es el último superviviente de una pandemia mundial que ha convertido a la Humanidad en zombis. Protagonizada por Will Smith.
- 28 semanas después (2007): 28 semanas después de que se desate el virus de la furia en Inglaterra, la ciudad de Londres es aislada y los sobrevivientes comienzan a regresar. Sin embargo, una serie de descuidos colocan a la ciudad nuevamente en peligro. Con Robert Carlyle, Rose Byrne, Jeremy Renner, Harold Perrineau, Imogen Poots e Idris Elba.

- Zombieland (2009): La película se ambienta en Estados Unidos, en un mundo posapocalíptico donde un apocalipsis zombi ha estallado debido al contagio por una variación humana de la enfermedad de las vacas locas. Protagonizada por Woody Harrelson, Jesse Eisenberg, Emma Stone y Abigail Breslin.

- Guerra mundial Z (2013): Basada en la Novela de Max Brooks. Un misterioso y desconocido virus, que nadie sabe de dónde vino, infecta a miles de personas de todo el mundo, y la cuenta regresiva para el exterminio de la humanidad es de 90 días. Película protagonizada por Brad Pitt.

## Animales feroces
- Tiburón: Dirigida por Steven Spielberg en 1975, y protagonizada por Richard Dreyfuss y Roy Scheider, la historia de unas costas turísticas amenazadas por un tiburón. Todo un clásico que tuvo tanto secuelas como imitaciones.
- Orca, la ballena asesina: Dirigida por Michael Anderson y protagonizada por Richard Harris en 1977. Muy influenciada por Tiburón, narra la venganza de una orca, a la que un pescador mata a su pareja hembra embarazada.

- Tintorera, el tiburón tigre: Dirigida por Rene Cardona Jr., una coproducción de México y el Reino Unido de 1978, que aprovechaba el tirón de estas películas. La cinta estaba protagonizada por Andrés García y Fiona Lewis, entre otros.
- El enjambre (1978): Unas abejas mutadas genéticamente se convierten en una plaga. Michael Caine y Richard Widmark son los encargados de luchar contra las temibles abejas.

- Tiburón 2: Dirigida por Jeannot Szwarc en 1978, y de nuevo con Roy Scheider como protagonista en la que era una continuación un poco rebuscada de la anterior.
- Piraña: Dirigida por Joe Dante, en 1978 de bajo presupuesto su éxito llevó a que tuviera una secuela. Unas pirañas tratadas genéticamente se escapan del laboratorio y siembran el pánico en un campamento para acabar alcanzando el mar, para la que han sido especialmente adaptadas a vivir.
- Tiburón 3, también titulada, El último escualo (1981): Aunque no estaba relacionada con la saga del tiburón, los distribuidores le dieron el dígito para que pareciera la tercera parte de la saga, por esa razón la tercera película de tiburón se distribuyó como el gran tiburón.
- Piraña II: Los vampiros del mar: Dirigida por James Cameron en 1981. Las pirañas continúan con su masacre, esta vez por el Mar Caribe.

- Tiburón 3-D, también llamada El gran tiburón: Dirigida por Joe Alves en 1983. En esta secuela un tiburón amenaza a los visitantes de un parque temático acuático. La película estaba protagonizada por Dennis Quaid y Louis Gossett Jr.

- Tiburón, la venganza (1987): Retomaba la historia original, con los personajes originales salvo el de Roy Scheider que había fallecido de un ataque al corazón. La viuda de Brody se dirige hacia Jamaica buscando escapar de un descendiente del tiburón del film original. El protagonista de la película es Michael Caine.

- Deep Blue Sea: Dirigida por Renny Harlin, unos científicos que buscan el remedio contra la Enfermedad de Alzheimer, combinan ADN humano con un tiburón. Los tiburones son ahora muy inteligentes, los que les hace más temibles. Con Saffron Burrows, LL Cool J, Thomas Jane, Samuel L. Jackson y Jacqueline McKenzie.
- Piranha 3D (2010): Durante las vacaciones de primavera, un temblor provoca que miles de pirañas prehistóricas salgan de sus cuevas subterráneas, desatando el caos en el Lago Victoria. Con Elisabeth Shue, Adam Scott, Ving Rhames, Jessica Szohr, Dina Meyer, Kelly Brook, Riley Steele, Christopher Lloyd y Richard Dreyfuss.
- Piranha 3DD (2012): Secuela de Piranha 3D, las pirañas en esta ocasión atacan a un parque acuático y sus alrededores. Con Danielle Penabaker, Matt Bush, Gary Busey, Katrina Bowden, Ving Rhames, Christopher Lloyd y David Hasselhoff.

## Accidentes en barcos y aviones
- La aventura del Poseidón (1972): Un transatlántico de lujo, por efecto de a una ola gigante da la vuelta y los únicos sobrevivientes tratan de escapar. Con las actuaciones de Ernest Borgnine y Gene Hackman.

- Hindenburg (1975): Sobre el accidente del dirigible alemán ocurrido en 1937.

- Más allá del Poseidón (Beyond the Poseidon Adventure): Un grupo de buscadores de tesoros entran por el hueco del casco en el Poseidón a robar lo que puedan, mientras que rescatan a otros supervivientes del desastre original. Secuela de La aventura del Poseidón, cuenta con actores como Michael Caine, Sally Field y Telly Savalas entre otros.

- Alerta roja: Neptuno hundido (1978): Dirigida por David Green, protagonizada por Charlton Heston, Stacy Keach, David Carradine, Ned Beatty entre otros. Cuenta la historia de un submarino nuclear que colisiona con un mercante noruego.
- S.O.S. Titanic (1979): El desastre del transatlántico Titanic desde los puntos de vista de los pasajeros de primera, segunda y tercera clase.

- ¡Viven! (1993): Cuenta la historia basada en la realidad de un equipo uruguayo de rugby, cuyos miembros eran estudiantes de Colegio Stella Maris de Montevideo, y de sus amigos y familiares. Ellos sufrieron un accidente aéreo al estrellarse su avión en los Andes el 13 de octubre de 1972.

- Titanic (1997): Ganadora de 11 Premios Óscar, un pobre trotamundos se enamora de una joven rica en su viaje en el Titanic cuando el desastre sucede. Con Leonardo DiCaprio y Kate Winslet.
- Turbulence (1997): Durante la víspera de Navidad, un vuelo transporta a dos peligrosos prisioneros. Cuando uno de ellos logra escapar, se desata el caos en el avión, provocando la muerte del piloto. Con Ray Liotta y Lauren Holly.
- Turbulence 2: Fear of Flying (1999): Un grupo de personas que padecen de miedo a volar, realizan un vuelo juntos como forma de celebrar el haber superado sus temores. Sin embargo, un terrorista logra secuestrar el avión. Con Craig Sheffer, Jennifer Beals y Tom Berenger.
- Turbulence 3: Heavy Metal (2001): El cantante de metal Slade Craven realiza su concierto de despedida a bordo de un avión, acompañado de varios fanes, el cual es transmitido por internet. Un reconocido hacker logra captar la transmisión en el momento en que una agente del FBI se apersona en su domicilio para apresarlo. Allí, son testigos de cómo un grupo de personas sabotea el avión. Con Craig Sheffer, Gabrielle Anwar y Rutger Hauer.

- La aventura del Poseidón (2005): Película para la televisión con las actuaciones de C. Thomas Howell y Rutger Hauer.
- The Perfect Storm (2000): Inspirada en hechos reales, narra la historia de un grupo de pescadores que se ven asolados en altamar por la tempestad de Halloween de 1991.Con George Clooney, Jhon C. Reilly, Mark Wahlberg y Diane Lane.

- Poseidón (2006): Remake de La aventura del Poseidón con Kurt Russell, Josh Lucas y Emmy Rossum.
- Snakes on a Plane (2006): Para evitar que un testigo no pueda declarar, un mafioso coloca una gran cantidad de serpientes en la bodega de un avión que lo transporta a Los Ángeles. Con Samuel L. Jackson, Julianna Margullies, Nathan Philips, Rachel Blanchard, Elsa Pataky, Bobby Canavale y Crystal Lowe.

### Aeropuertoy sus continuaciones
- Aeropuerto: Dirigida por George Seaton. Durante una terrible tormenta un suicida con una bomba consigue hacerla explotar en un avión provocando que este tenga que hacer un aterrizaje forzoso. La película estaba protagonizada por Burt Lancaster, George Kennedy, Dean Martin, Jacqueline Bisset, Van Henflin, Helen Hayes, Jean Seberg.

- Aeropuerto 75: Dirigida por Jack Smight. Una avioneta cuyo piloto sufre un infarto choca contra un avión comercial cargado de pasajeros provocando que el avión quede sin pilotos y con un agujero en la cabina, por lo que un piloto debe saltar desde otro avión para pilotarlo y aterrizarlo. La película estaba protagonizada por Charlton Heston, Karen Black, George Kennedy, Susan Clark, Gloria Swanson, Linda Blair, Myrna Loy, Dana Andrews entre otros.

- Aeropuerto 77: Dirigida por Jery Jameson. En esta ocasión el avión acaba sumergida en el mar, sus protagonistas eran, James Stewart, Jack Lemmon, Lee Grant, George Kennedy, Joseph Cotten, Olivia de Havilland, Christopher Lee, Robert Foxworth, entre otras estrellas.

- Aeropuerto 78: Dirigida por David Lowell Rich. Aunque su título original la aleja de la saga de aeropuertos en Europa se estrenó como tal, si bien en principio en América fue una producción para la televisión. Su director dirigió la siguiente película de la saga. En un vuelo supersónico para pasajeros, un sabotaje impedía el aterrizje. La mayoría de sus protagonistas son estrellas de la televisión estadounidense de los setenta tales como, Burgess Meredith, Lorne Greene, Peter Graves, Doug McClure, Barbara Andreson o Billy Crystal entre otros.

- El concorde... Aeropuerto 79: Dirigida por David Lowell Rich. En esta ocasión la trama se entremezcla la guerra fría en el interior del primer avión supersónico de pasajeros. Protagonizaban la cinta, Alain Delon, Susan Blakely, Robert Wagner, Sylvia Kristel, George Kennedy, Eddie Albert, Bibi Andersson, entre otros intérpretes.